# Lambda Cephei
Désignations
Lambda Cephei (λ Cephei / λ Cep) est une étoile supergéante bleue de cinquième magnitude située dans la constellation de Céphée. C'est l'une des étoiles les plus chaudes et les plus lumineuses parmi celles qui sont visibles à l'œil nu.

## Caractéristiques
Lambda Cephei est une étoile supergéante bleue, chaude, de type spectral O6.5I(n)fp. Elle est située à une distance d'environ 850 pc (∼2 770 al). Sa luminosité (puissance totale dégagée par l'étoile) atteint près d'un demi-million de fois celle du Soleil. Son rayon est environ 20 fois plus grand que celui de notre étoile et sa masse est estimée à entre 45 et 60 masses solaires.
Lambda Cephei tourne autour de son axe en moins de trois jours, à comparer aux 24,47 jours que met le Soleil. Lambda Cephei semble être une étoile simple, sans compagnon. Elle finira par exploser en supernova en laissant derrière elle une étoile à neutrons ou peut-être un trou noir.
Lambda Cephei est aussi une étoile en fuite qui semble avoir été expulsée de l'association stellaire Cepheus OB3, qui se trouve à 2 800 années-lumière, il y a environ 2,5 millions d'années. Son mouvement à travers le milieu interstellaire produit une onde de choc à l'avant du gaz qui l'entoure et dans la direction dans laquelle elle se déplace.